# Route nationale 320 (Espagne)
Pour les articles homonymes, voir Route nationale 320 (homonymie).
La N-320 est une route nationale espagnole qui parcourt la plaine castellane entre Madrid et Cuenca.
Elle transite par Cuenca et Guadalajara pour finir en se joignant à l’autoroute A-1 au nord-ouest de Madrid. Sur son parcours elle croise les autoroutes A-3, A-31, A-7, A-40, A-2, R-2 et A-1 ainsi que les routes nationales N-310, N-III, N-420, N-400 et N-204.

## Tracé
Le premier tronçon de la route depuis La Gineta à Cuenca commence à l'autoroute A-3 et puis passe par Tarazona de la Mancha, Quintanar del Rey, Villanueva de la Jara, El Peral, Motilla del Palancar, Gabaldón et Almodóvar del Pinar. Ce tronçon et assez plat sauf à l’approche d’Alarcon.
Le tronçon suivant de Cuenca à Guadalajara, la route contourne Cuenca par une nouvelle route au sud (le tracé original par le centre de Cuenca est connu désormais comme la N-320a). Entre Cuenca et la province de Guadalajara la route traverse La Alcarria par Cañaveras, avant de passer le barrage de Buendía.
À son approche de Guadalajara la route passe par Alcocer et Sacedon (et le barrage de Entrepeñas avant d’atteindre Ciudad Valdeluz ville nouvelle à l’extérieur de Guadalajara où se trouve la gare de Guadalajara-Yebes sur la ligne à grande vitesse Madrid – Barcelone. La route suit ensuite le tracé de l’autoroute A-2 sur 1 km avant de croiser l’autoroute à péage R-2 à Cabanillas del Campo. La route poursuit ensuite  par Torrejón del Rey, Galápagos, Valdeaveruelo et El Casar avant d’arriver dans la Communauté de Madrid.
Le tronçon final passe par Talamanca de Jarama, Torrelaguna, Redueña pour terminer à l’autoroute A-1 à Venturada.